# 피테팔트

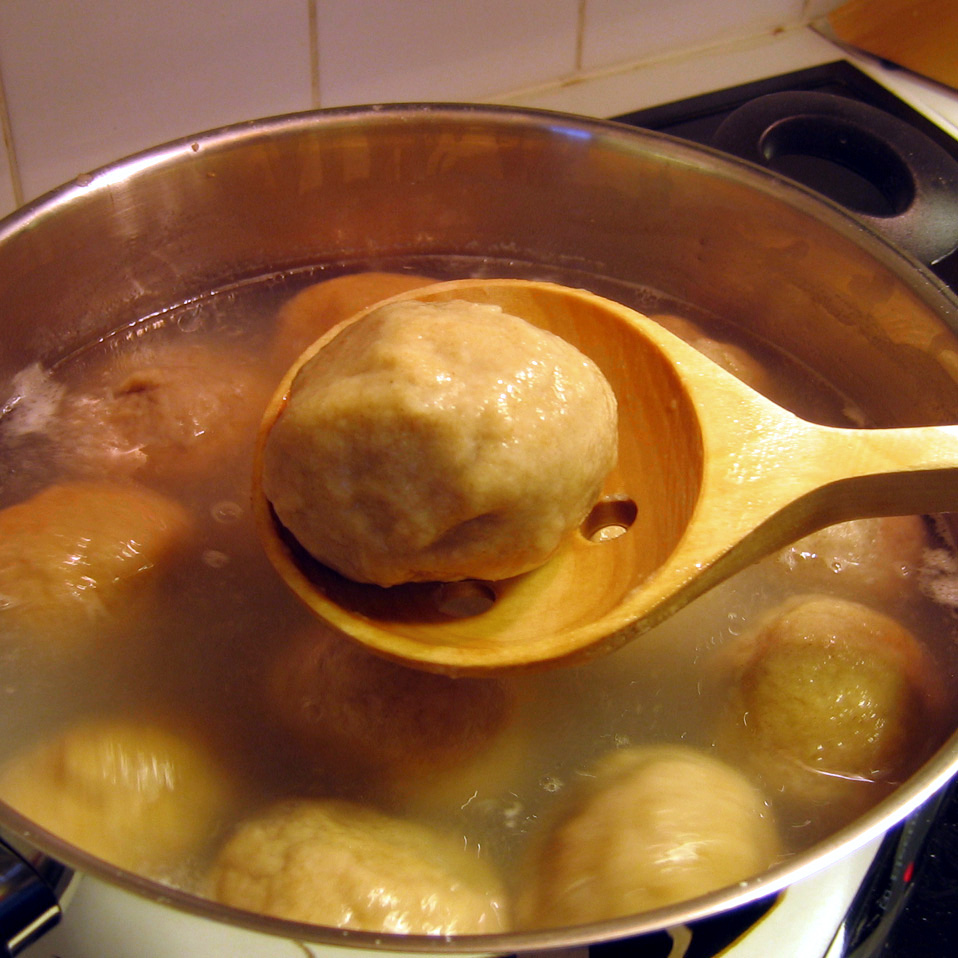
피테팔트

피테팔트(스웨덴어: pitepalt)는 피테오의 팔트란 뜻으로, 스웨덴의 도시 피테오의 특별식이며, 만두와 유사한 크롭카카를 그 지방의 입맛에 맞춰 변형한 음식이다. 이 음식은 피에테 뿐만 아니라 스웨덴의 다른 곳에서도 먹는다. 감자와 밀가루, 또는 보리가루, 양파, 소금, 그리고 저민 쇠고기, 혹은 돼지고기는 피테팔트의 주된 재료이다.
피테팔트의 변형식은 피에테 가정만큼이나 많이 존재한다. 피테팔트는 대부분 생감자와 보리가루로 만들고, 이는 크롭카카에서 익힌 감자와 밀가루를 사용한 것과 차이가 있다. 보리가루 때문에 피테팔트는 색상이 더 어둡다.

## 같이 보기
- 카르토펠클로스